# Vukšinec Riječki
 Vukšinec Riječki falu Horvátországban Kapronca-Kőrös megyében. Közigazgatásilag Gornja Rijekához tartozik.

## Fekvése
Kőröstől 16 km-re északnyugatra, községközpontjától  4 km-re délnyugatra a Kemléki-hegység déli lábánál fekszik.

## Története
A falunak 1857-ben 35, 1910-ben 64 lakosa volt. A  trianoni békeszerződésig Belovár-Kőrös vármegye Körösi járásához tartozott. 2001-ben 83 lakosa volt.

## Nevezetességei
Szent József tiszteletére szentelt kápolnája 2005-ben épült Aleksandar Bašić zágrábi építész tervei szerint. 2005. június 1-jén szentelte fel Josip Mrzljak zágrábi segédpüspök.

## Külső hivatkozások
- A község hivatalos oldala
- Gornja Rijeka - nemhivatalos oldal